# Campagne de Suisse (1799)
Guerre de la deuxième coalition
Batailles
La campagne de Suisse de 1799 (ou campagne  d'Helvétie) est une opération militaire s'étant déroulée entre septembre et octobre 1799 sur le territoire suisse. Cette expédition prend place durant la guerre de la Deuxième Coalition, lors de la Campagne d'Italie et de Suisse.
Les troupes russo-autrichiennes, qui venaient de vaincre les Français en Italie, ont franchi le Saint-Gothard sous le commandement du maréchal Alexandre Souvorov avec l'ordre de marcher contre le général Masséna pour le chasser de la République helvétique. Après les victoires coalisées éclatantes en Italie entre avril et août, Souvorov est déterminé à asséner le coup fatal aux forces françaises et foncer sur le sol français par les Alpes. Mais, craignant que la Russie devienne un libérateur aux yeux des Suisses, les coalisés décident de donner l'initiative des opérations aux Autrichiens. Souvorov est invité à se diriger vers le nord pour fusionner avec l'armée de son compatriote, le général Rimski-Korsakov. Ce dernier stationnant derrière la Limmat. Pour cela, il passe le massif du Saint-Gothard puis par la vallée de la Reuss contre de lourdes pertes, harcelé par le général républicain Lecourbe et ses hommes. Enfin arrivé à Altdorf, il est contraint à faire un détour car les Français sont installés sur le chemin. Masséna envoie alors les généraux Gazan, Mortier et Soult pour bloquer l'avancée russe entre Schwytz et Glaris ; Souvorov se dirige quant à lui vers la Linth. L'officier russe est arrêté nettement à Näfels par les soldats du général Molitor où se livre une longue et rude bataille,. Alors isolés dans les montagnes, sans ravitaillement et encerclés par les troupes françaises, la survie des troupes de Souvorov est mise à rude épreuve. Il fait finalement le choix de battre en retraite vers l'est afin de sauver ce qu'il reste de son armée, très éprouvée.
Ce replie leur coûta de nouvelles pertes importantes, l'artillerie fut entièrement détruite. Les Russes atteignent le Rhin à Ilanz le 7 octobre et sortent du territoire suisse, mettant fin à l'opération, qui demeure aujourd'hui un échec cruel pour Souvorov et la Russie. En effet, le feld-maréchal tombe en disgrâce auprès de la cour tsariste, tel que Paul Ier refuse même de le recevoir en audience. Souvorov, affaiblie et malade, meurt le 18 mai 1800 à Moscou.

## Contexte
Pour un article plus général, voir Campagne de Suisse et d'Italie de 1799.

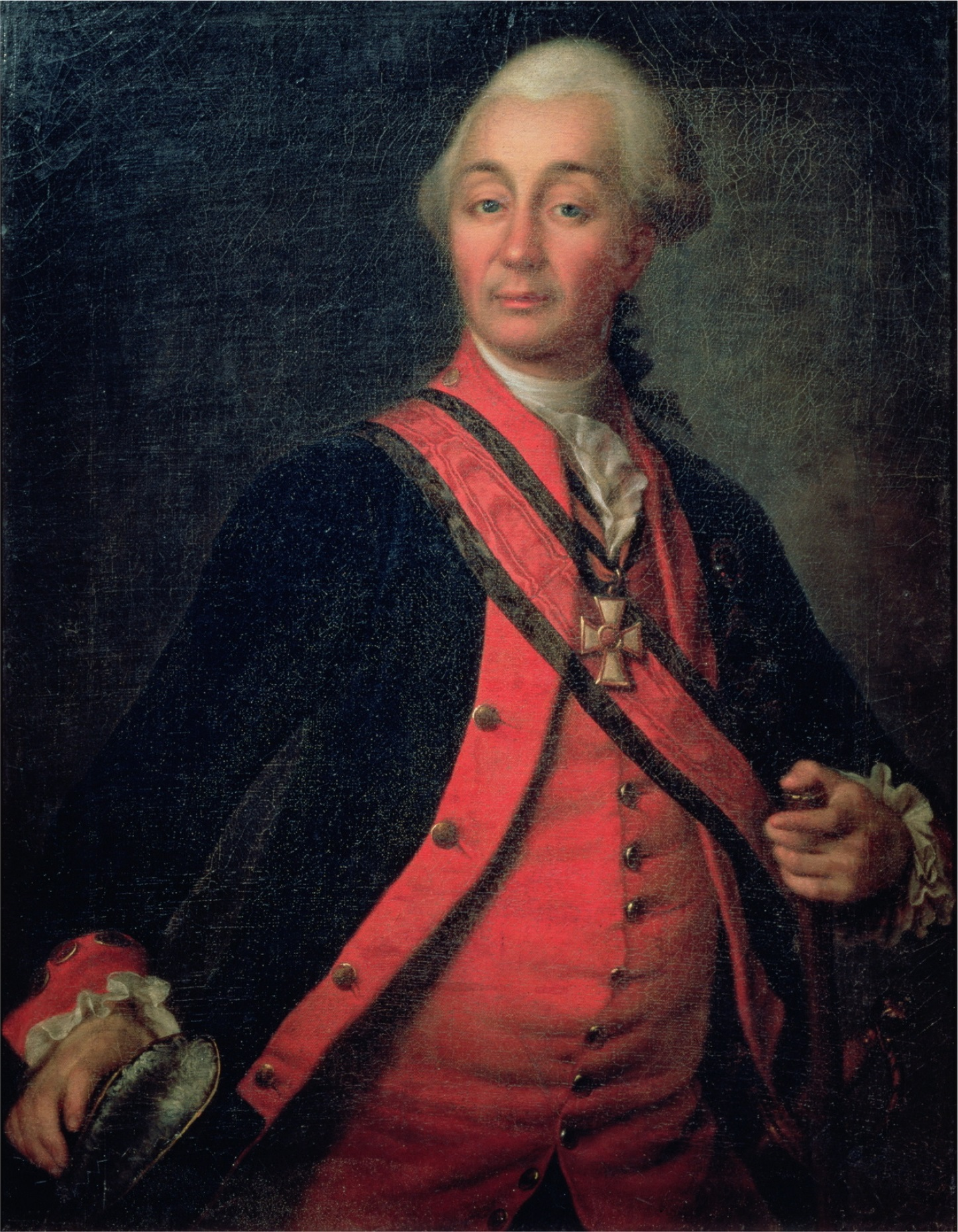
Portrait d'Alexandre Souvorov (1786), par Dmitri Levitski, musée Tropinine, Moscou

Entre avril et mi-août, Alexandre Souvorov avait mis en déroute les troupes révolutionnaires basées dans le nord de l'Italie et provoqué la chute de plusieurs républiques sœurs de la région. De facto, il avait repris le contrôle de la Lombardie et de la Vénétie, recevant le surnom de « prince d'Italie » (en russe : Князь Италийский) et plus tard d'« Italiskij ». Il était alors sur le point d'écraser les dernières troupes françaises avant d'envahir la Riviera ligure. Par ailleurs, Souvorov était prêt à marcher jusqu'à Paris, comme il l'avait promis à Sérurier lors de sa captivité. Toutefois, les troupes britanniques, autrichiennes et russes ne s'entendent pas ; cette mésentente favorise la reprise des forces républicaines qui obtiennent le temps de se réorganiser. Les Britanniques craignaient que la Russie n'obtienne trop d'influence en Italie et en Suisse et puisse gagner une quelconque revendication sur la Méditerranée centrale. Les Autrichiens voyaient, quant à eux, dans le succès russe une réelle menace à leur suprématie en Italie du Nord.
En parallèle, les Britanniques organisent secrètement une invasion des Pays-Bas avec la Russie, contré vassale à la République française. Le gouvernement anglais craignait que le flotte batave soit utilisée pour envahir les Îles Britanniques et souhaite attaquer avant d'être surpris.
Souvorov est donc envoyé en Suisse pour rejoindre un autre contingent russe sous le commandement du général Mikhailovich, récemment arrivé de Galice avec 30 000 hommes. Ensemble, ils devaient mettre à genoux la République helvétique tandis que les Autrichiens devaient passer par la Suisse, pour atteindre l'Allemagne. Souvorov était contre cette tactique et préfèrerait attaquer rapidement Gênes ; mais une lettre de l'Archiduc Charles en personne lui ordonne de suivre les ordres coalisés. Au-delà de la « politique étroite » menée par les Britanniques, visant à éviter une présence russe gênante en Italie, l'historiographie moderne discerne plusieurs avantages réels à ces opérations. Les Autrichiens voient dans la Suisse la dernière barrière entre leur pays et la France et souhaitent, par conséquent, reprendre ce territoire le plus rapidement possible. L'objectif reste de se mettre à l'abris de toute offensive française dirigée contre la capitale. De ce fait, les Autrichiens sont peu intéressés par les troupes françaises en Italie mais plus préoccupés par les soldats républicains stationnés de l'autre côté du Rhin. De leur côté, les Britanniques estiment que la Suisse est le meilleur territoire à posséder pour envahir la France.
Les Français doivent quant à eux absolument  conserver la barrière naturelle qu'est les Alpes, durement conquise lors de la Campagne d'Italie de Bonaparte. En effet, la perte du massif laisserait le champ libre à une invasion autrichienne du territoire national. Il devient alors clair qu'il est primordial, pour la sécurité intérieure du pays, de repousser les forces austro-russes d'Italie et de Suisse.

## L'offensive russe

### Déplacement jusqu'en Suisse

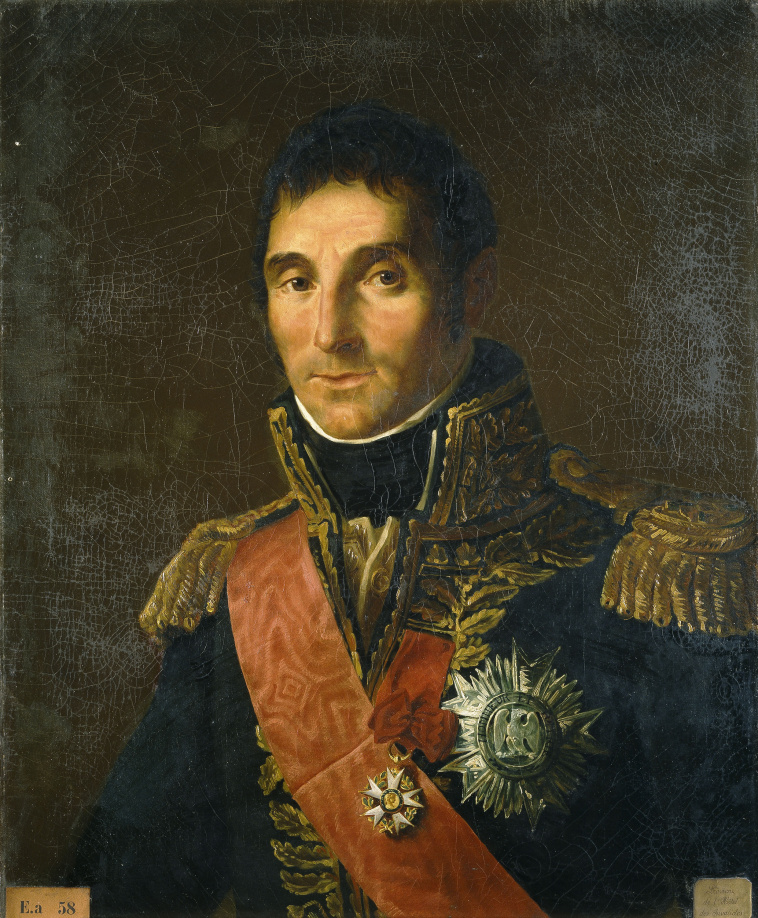
Portait de Masséna, commandant en chef des forces françaises en Suisse (peint par F. Renault en 1834)

Le 4 septembre, Souvorov informe le Tsar qu'il est sur le point de quitter l'Italie, comme convenu, et de se diriger vers la Suisse. Il souligne également à son souverain que l'Autriche est, depuis le début des hostilités face à la France, réticente à le soutenir et lente à répondre à ses messages, tout en refusant de ravitailler ses hommes. Il estime que les coalisés retardent intentionnellement l'arrivée de l'approvisionnement pour l'obliger à quitter rapidement l'Italie.

« Malgré nos grandes victoires, ils se sont toujours limités à m’écrire des lettres pleines de reproches. [...] [Néanmoins je suis] sur le point de me lancer dans cette marche laborieuse vers la Suisse. »Documents de Souvorov, 4 septembre 1799, p. 299-300

— Souvorov
Souvorov s'élance vers la Suisse le 11 septembre, en direction de Coire dans les Grisons, avec ses 27 000 hommes. La première cible de l'officer russe est Bellinzone qu'il compte conquérir avec l'aide des 3 500 Cosaques. Le 15 septembre, l'avant-garde russe rentre en Suisse près de Ponte Tresa et quelques jours plus tard, l'armée est au complète, aux environs de Torricella-Taverne. Les problèmes commencent déjà pour les forces russes qui constatent que la caravane de ravitaillement, promise par l'Autriche, n'arrive pas. À la stupéfaction initiale, succède rapidement l'indignation puis la colère ; Souvorov accuse Vienne d'avoir fomenté une trahison « que le Tsar saura punir ». Il écrit sur-le-champ une lettre adressée à l'empereur François II dans laquelle Souvorov exprime son indignation et déplorant l'inefficacité autrichienne qui mettait en péril toute la campagne. Mais, le mal est fait et les forces russes manquent cruellement de ravitaillement. Sous les conseils d'un de ses subordonnés, Souvorov réquisitionne tous les chevaux de l'armée pour transporter les vivres récoltés chez les autochtones. Souvorov profite de ce retard pour enseigner à ses troupes un sommaire apprentissage du combat en montagne, tactiques avec lesquelles les soldats étaient totalement étrangères.

### Franchissement du col du Saint-Gothard
Le 21 septembre, Souvorov ordonne la reprise de l'avancée. La marche se poursuit plutôt lentement, ralentie par les pluies, le brouillard et le terrain montagneux. Le lendemain, Souvorov bivouac à Giornico. Le surlendemain, l'armée est renforcée par un régiment autrichien sous le commandement du colonel Gottfried Strauch. Le 26, l'ascension du Col du Saint-Gothard débute après avoir été retardé par une division française, détachée de l'armée du général Lecourbe. Durant trois jours, la bataille du Saint-Gothard fait au total 600 morts côté russe contre seulement 200 côté républicain. En se repliant, les Français détruisent partiellement le pont du Diable (pont en pierre près d'Andermatt). Ici, un autre contingent français tend une embuscade qui tue près de 900 Russes alors qu'ils tentaient de réparer le pont. C'est finalement au prix de lourds efforts que Souvorov parvient à faire fuir les Français et ainsi franchir le passage.
Contrairement aux Russes, les soldats français sont préparés aux combats escarpés et disposent d'une grande expérience dans les escarmouches en terrain montagneux. Ainsi, ils sont « habitués à dormir dans la neige et sous les étoiles, mordues par le vent, sur les chiffons qu’elles utilisaient comme uniformes » et et ose s'aventurer « sans guides sur des chemins au-dessus de gouffres ».
Poursuivant son avancée dans la vallée de la Reuss, Souvorov s'empare du Col du Gothard et le 26 septembre, ses troupes atteignent Altdorf. Pour le maréchal russe, la partie la plus dure est passée ; optimiste, il écrit, dans une lettre adressée à Friedrich von Hotze, une note en allemand, restée célèbre :

« Dann haben wir durch Säbel und Bajonette
– Die Schweiz von ihren Untergang gerett't »

Que l'on pourrait traduire par : « Donc, nous avons par les sabres et les baïonnettes - Sauvé la Suisse de sa ruine »
Cependant, Souvorov se réjouissait trop vite. Il ne se doutait pas qu'au moment où il écrivait ces mots, le général Masséna, qui avait concentré une force trois fois supérieur à la sienne, écrasait lors de la deuxième bataille de Zurich les forces de Korsakov. Tandis que Soult infligeait une sévère défaite aux Autrichiens de Hotze, qui est abattu durant l'affrontement.

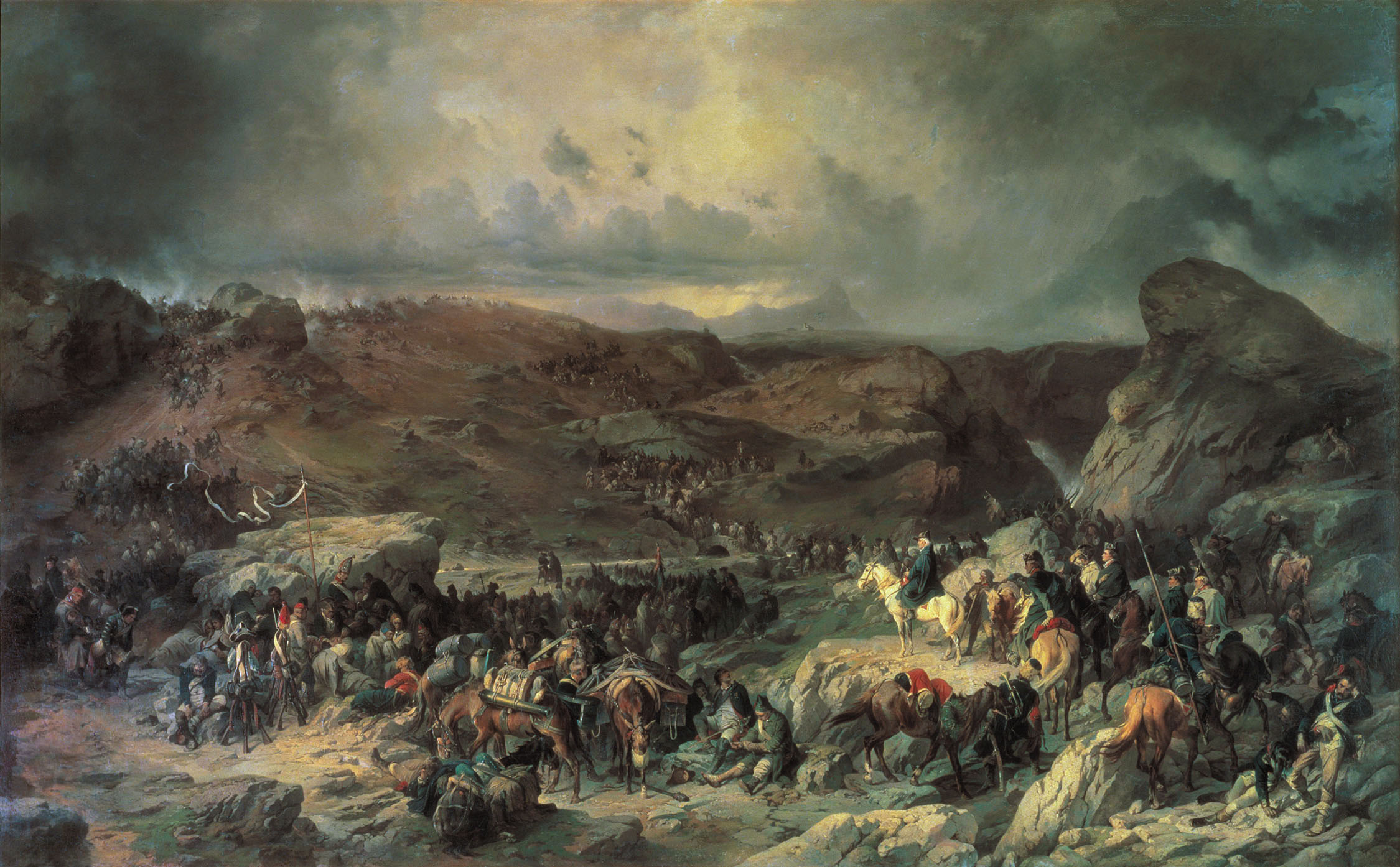
Souvorov franchissant le col du Saint-Gothard, Alexander Kotzeblue
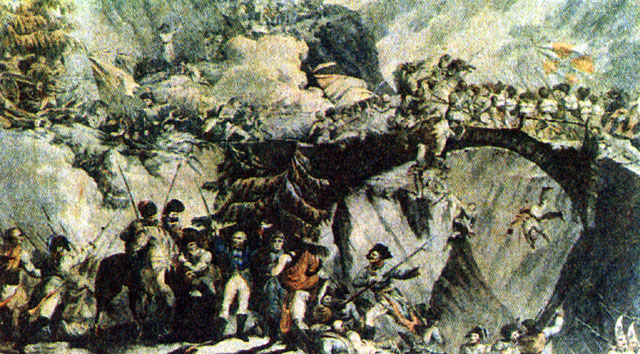
Les troupes russes franchissant le pont du Diable, Robert Porter
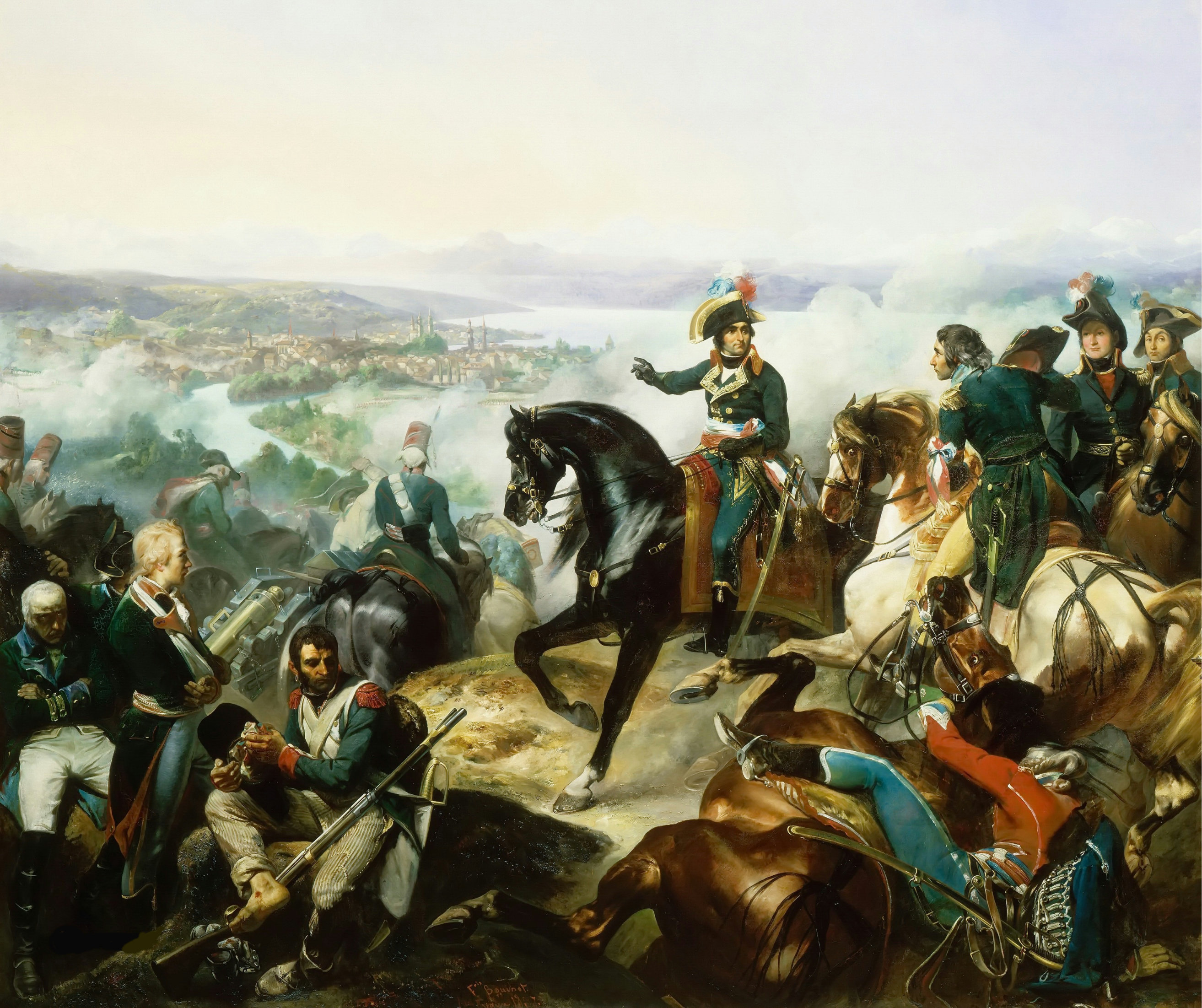
Bataille de Zurich, le 25 septembre 1799, François Bouchot
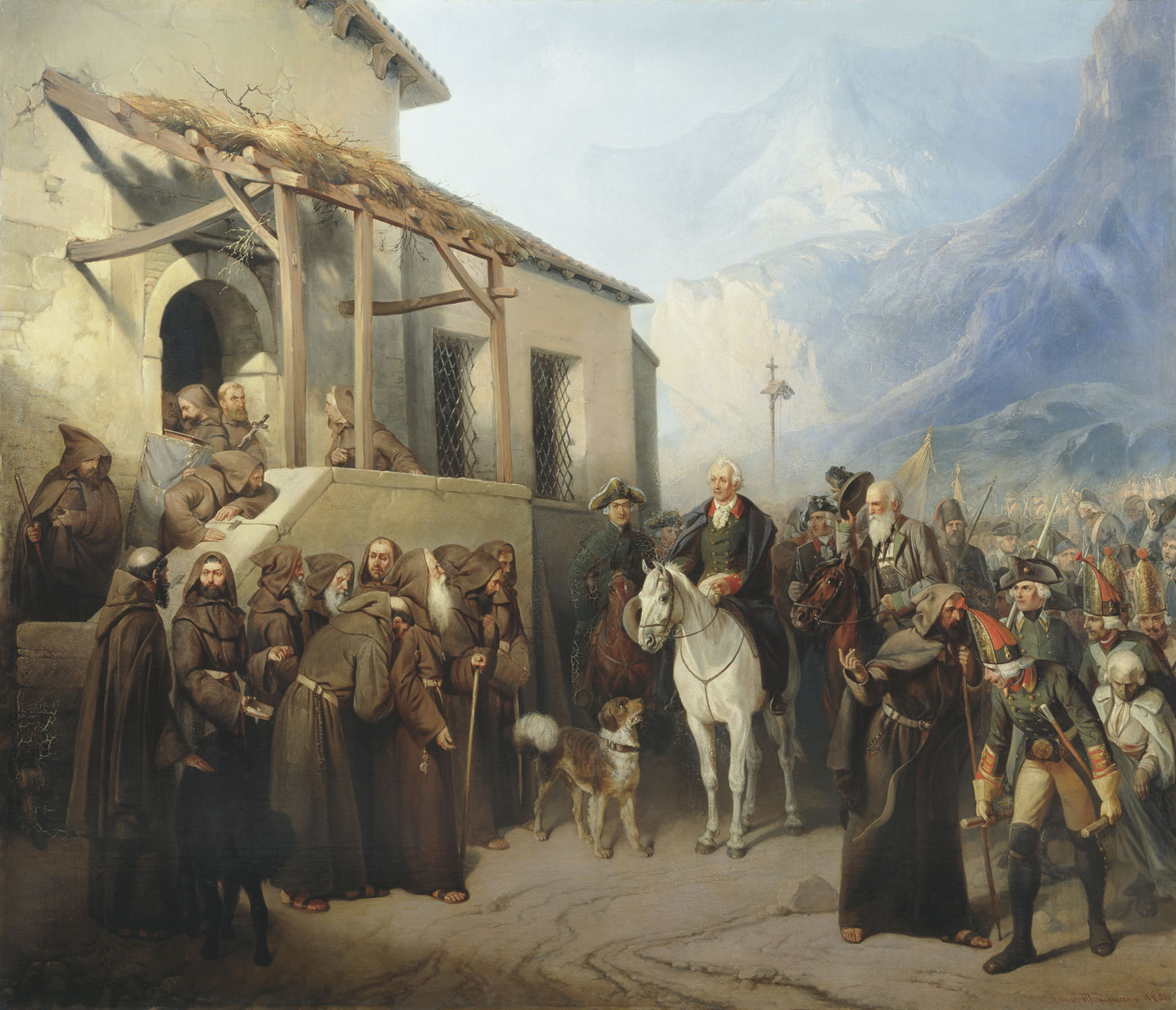
Passage du Saint-Gothard par l’armée russe, Adolf Charlemagne, 1855
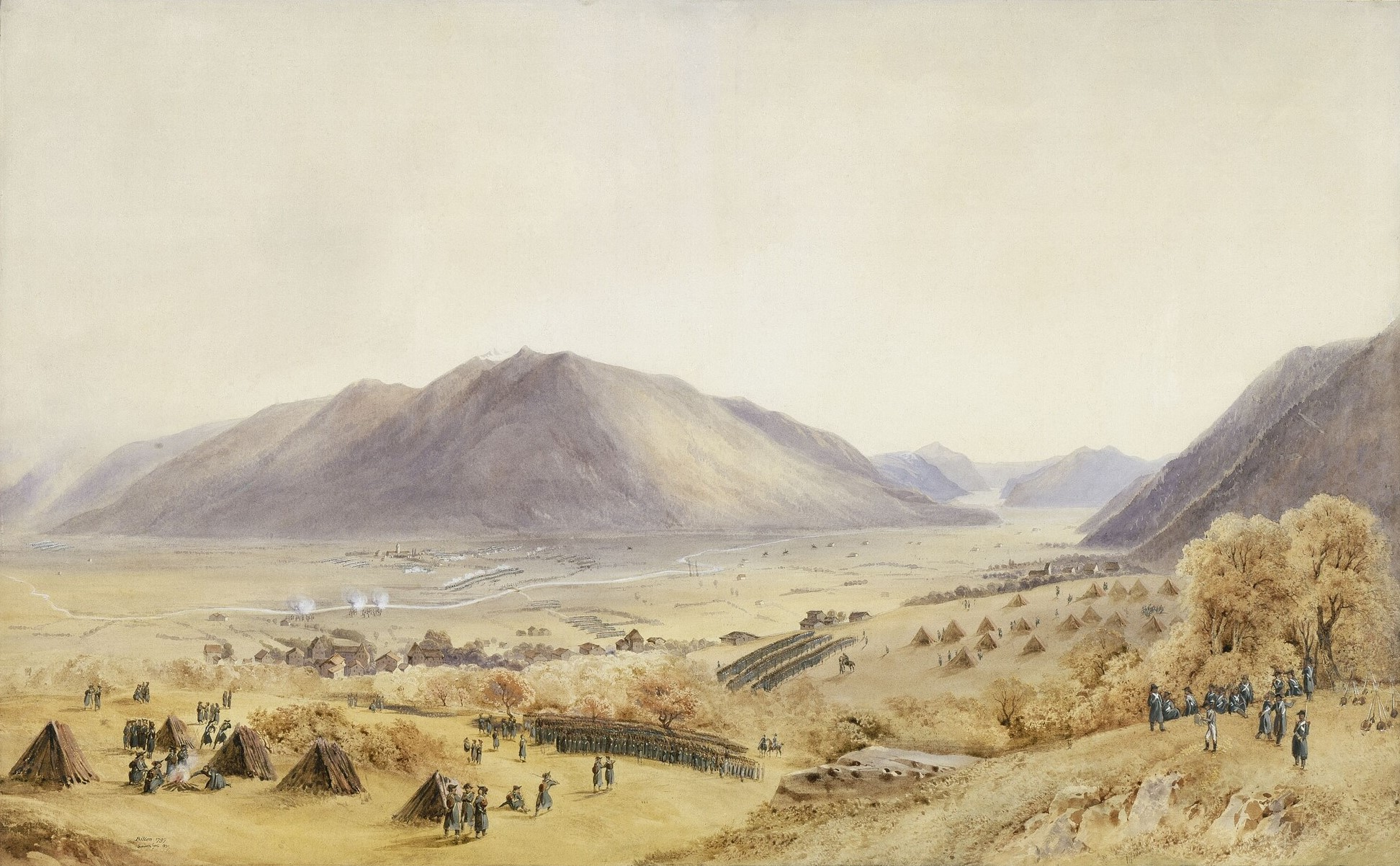
Passage de la Linth à Bilten, peu avant la confrontation entre Soult et Hotze, Jean Fort, 1837

### Première tentative de contournement

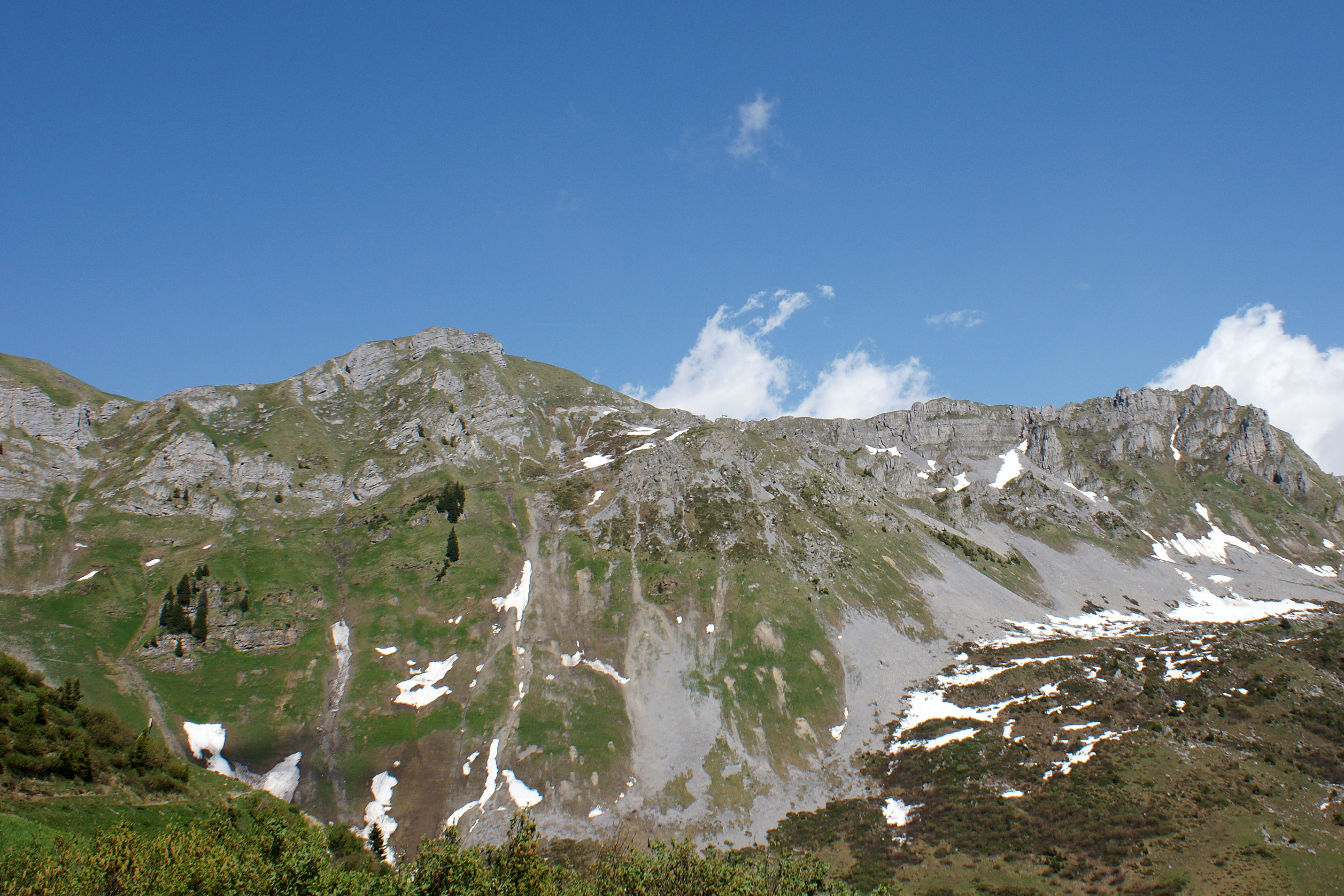
Le col du Chinzig

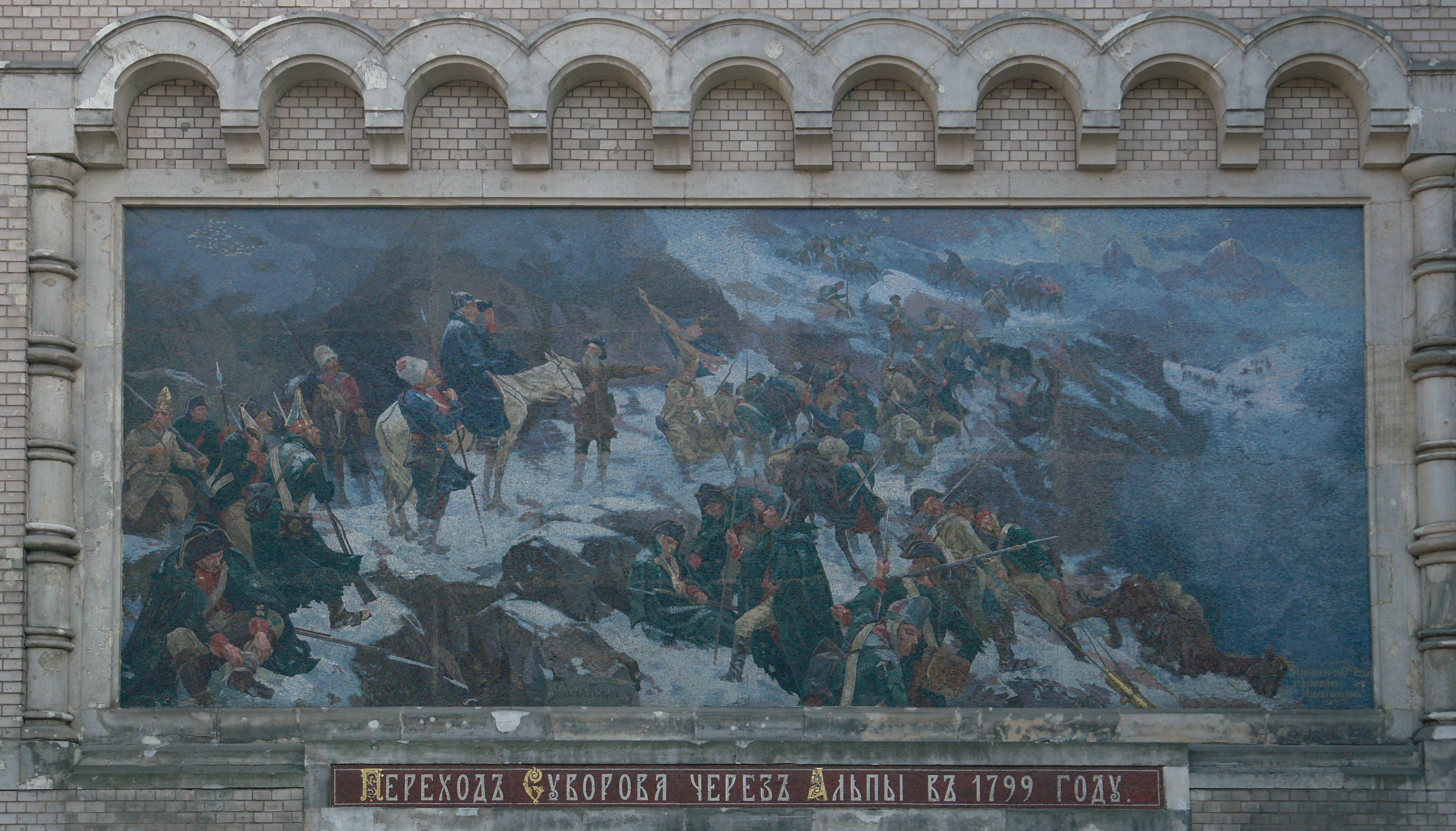
Traversée des Alpes de Souvorov, mosaïque de 1904 sur le mur extérieur du Musée Souvorov à Saint-Pétersbourg

Les Français ont pris position sur la rive gauche du lac des Quatre-Cantons et empêchent les Russes d'atteindre leur objectif par le Col de Surenen tandis que le lac est lui-même gardé par une flottille, rendant impossible toute traversée. À bout de force, l'équipement russe est humide, rouillé et le moral est au plus bas, manque de nourriture oblige. Souvorov n'a pas encore appris les défaites de Hotze et Korsakov, mais préfère s'arrêter pour reposer ses hommes en l'absence de nouvelles. Il reprend la marche le lendemain, en direction du col du Chinzig pour contourner les positions françaises et arriver à Schwytz. Lecourbe découvre rapidement le détour des Russes et en informe Masséna, ce dernier avait prévu d'attaquer Souvorov dans la vallée de Reeus et doit revoir ses plans. Il envoie Mortier occuper Schwytz avec 9 000 et Gazan Weesen, avec 10 000 hommes.
Dès leur arrivée à Muotathal, les hommes épuisés de Souvorov, sans ravitaillement ni munitions et confrontés à un froid glacial, font face à une armée française bien mieux préparée et supérieure en nombre. Le 29 septembre, toujours incertain du sort des hommes de Karsakov et de Hotze,, Souvorov réunit son état-major en conseil de guerre pour déterminer la meilleure marche à suivre. Au cours de cette réunion, l’officier russe se montre déterminé à ne pas se rendre et prononce ces mots :

« Battre en retraite est déshonorant ! Je n’ai jamais reculé. Avancer sur Schwytz est impossible, Masséna commande près de 60 000 hommes et nos troupes n’atteignent pas le 20 000 hommes. Nous manquons de ravitaillement, de munitions et d'artillerie... Nous ne pouvons attendre d'aide de personne. Nous sommes au bord du précipice ! Il ne nous reste plus qu'à compter sur le Dieu tout-puissant et sur le courage et l'esprit de sacrifice de mes troupes ! Nous sommes des Russes ! Dieu est avec nous ! »

Après le discours passionné de Souvorov, les officiers russes se ressaisissent et décident de faire marche arrière, repartir vers l’est pour rejoindre le général autrichien Linken à Glaris.

### Seconde tentative de contournement

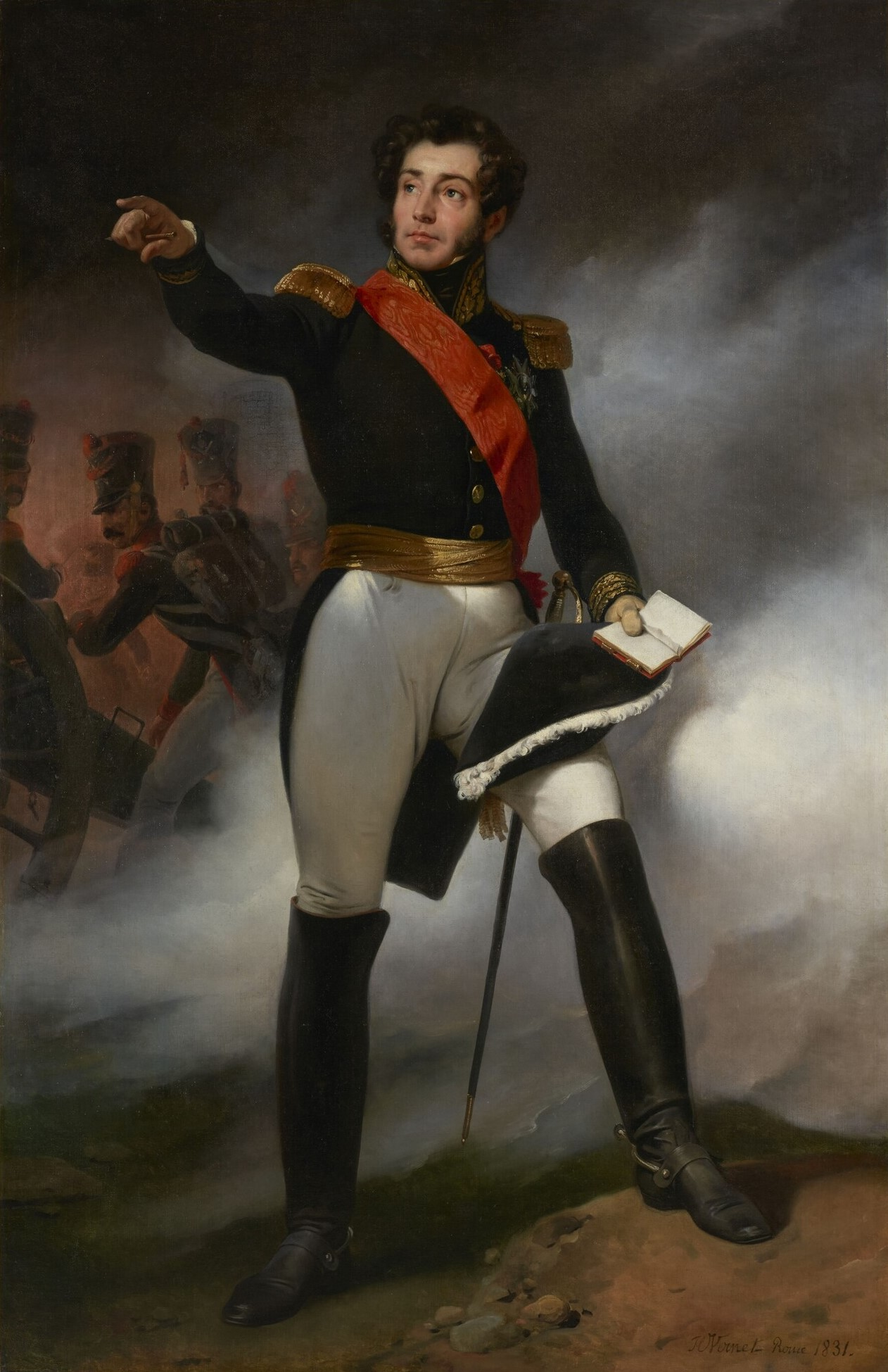
Portrait de Gabriel Molitor par Horace Vernet, 1831

L’avant-garde est formée des soldats des capitaines Auffenberg et Bagration ; elle avance plutôt rapidement malgré les conditions. À l’approche du col du Pragel, les Autrichiens sont engagés par les hommes de Molitor qui l’empêchent de passer. Les Français parviennent même à faire reculer Auffenberg qui est contraint de battre en retraite. Rejoint un peu plus tard par le reste de l’avant-garde, cette fois composée exclusivement de soldats russes, Bagration « [s’] indigne de voir les Autrichiens reculés devant un poignée d’hommes » et parvient, lui, à tenir tête aux Français. Bagration offre tout de même la possibilité aux Français de se rendre, ce à quoi Molitor lui répond impétueusement : 

« Dites à votre commandant que sa proposition est téméraire. Ignore-t-il donc que son rendez-vous avec Korsakov et Hotze est annulé ? J'ai vaincu moi-même Jelačić et Lincken qui sont maintenant bloqués à Glaris. Le maréchal Souvorov est encerclé de tous côtés. C'est lui qui sera contraint de se rendre ! »

— Molitor à Bagration

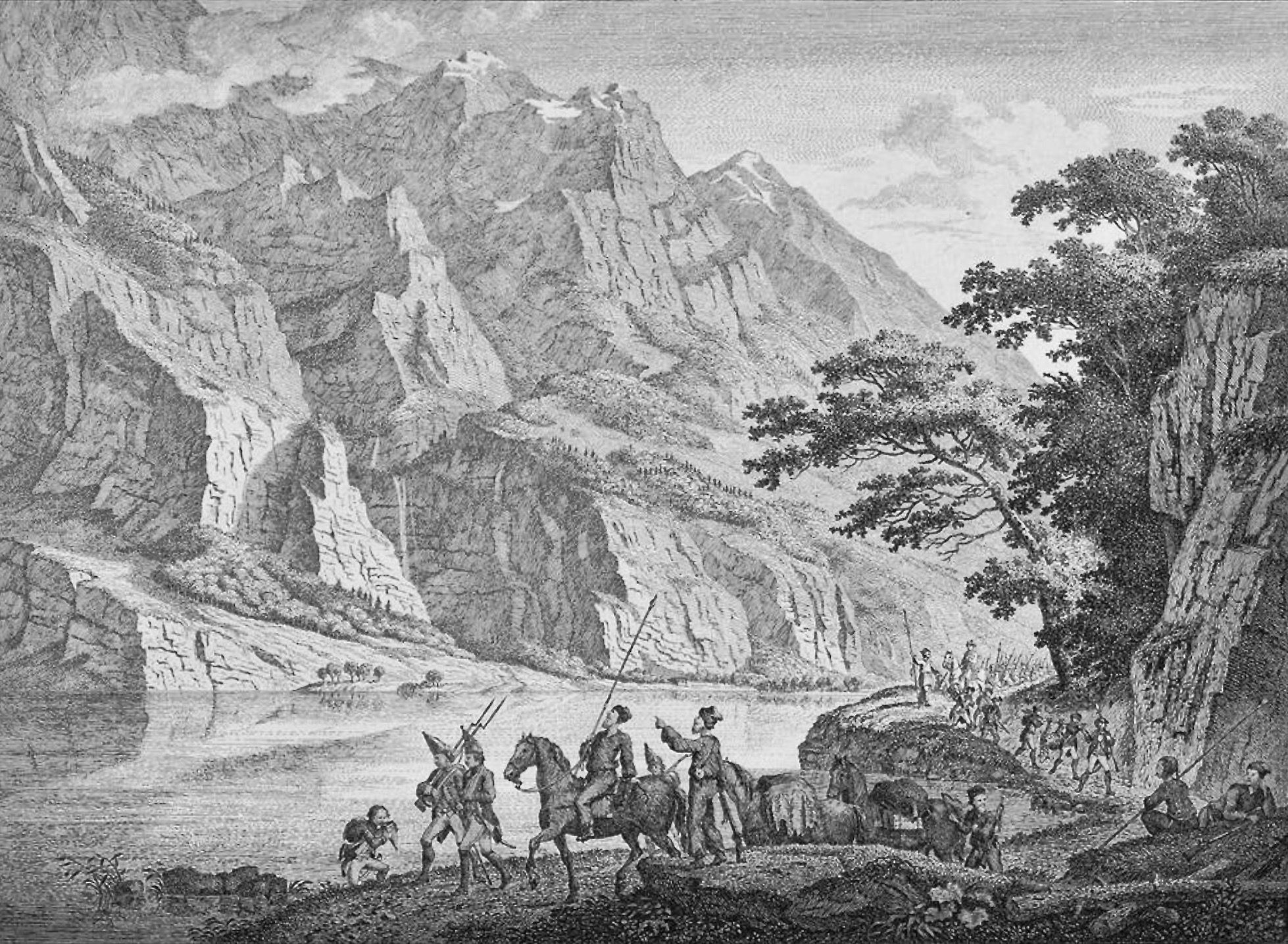
Les Cosaques et l’armée régulière russe franchissant le lac du Klöntal, Ludwig Hess, 1799

Dorénavant certain que de la défaite des hommes de Karsakov et de Hotze, Bagration continue le combat et contraint les Français à battre en retraite à la nuit tombée. Il tente de poursuivre les fuyards mais est surpris par l’artillerie française, cachée dans les montagnes, qui lui infligent de lourdes pertes. Bagration se replie alors et ordonne le bivouac, l’avant-garde est esseulée, sous nourrie et n’a pas le droit de faire de feu, tandis que la neige tombe sur le camp austro-russe.
Les affrontements reprennent dès le matin du 1er octobre avec une charge de fantassins autrichiens et de cosaques, pour submerger l’ennemi sur son flanc droit. Après une courte mais rude résistance française, Molitor prend la décision de reculer pour ne pas perdre tous ses hommes. Il réorganise ses troupes le long de la Linth, tout en fortifiant certaines places stratégiques comme Netstal, Näfels et Mollis et en détruisant les ponts. Rapidement, les Russes continuent leur attaque, tout d’abord sur Netstal. Les défenseurs tiennent bon et parviennent à détruire les derniers ponts encore praticables avant que Bagration s’en empare.
Parallèlement, l’arrière-garde russe est attaquée par les hommes de Masséna. Fort de 11 000 hommes, Rosenberg a l’ordre de tenir coûte que coûte pendant que l’avant-garde tente de se frayer un chemin dans la montagne. Masséna a positionné ses forces pour empêcher toute retraite russe et assurer son encerclement. Ainsi, Lecourbe est placé dans la vallée de la Reuus, Mortier est stationné à Altdorf alors que Soult est à Wessen. Les Français sont tout de même repoussés par des fantassins chargeant à la baïonnette. Souvorov répare rapidement les ponts détruits et fait marcher toute son armée sur Näfels, fermement gardé par Molitor. La ville est prise, puis regagnée par les forces françaises, aidées par des soldats suisses. À cette occasion, Molitor harangue ces valeureux suisses en faisant appelle à la victoire face à l’oppresseur autrichiens, plusieurs siècles plus tôt :

« N'oubliez pas, mes camarades, que le 9 avril 1388, vos ancêtres, animés d'un ardent désir de liberté, ont rapporté en ces lieux une victoire mémorable sur les Autrichiens, qui s'étaient jetés dans la vallée en pillant Nettstal, Näfels et Mollis [...], tuant 2 500 personnes, capturant 11 bannières et ne perdant que 53 hommes. Mes camarades ! Imitez ces hommes courageux ! Libérez votre pays des mains des hordes étrangères ! »

— Molitor aux soldats suisses
Cependant, Bagration retourne à l’assaut à plusieurs reprises, il est finalement repoussé pour de bon par l’arrivée des forces de Gazan. Sur ordre de Souvorov, il arrête les hostilités vers 21h, alors que le combat dure depuis maintenant près de 16 heures sans interruption. Cette journée ne fait donc pas avancer le conflit, aucune armée n’a gagné ou perdu de terrains, elle prouve toutefois la valeur des commandants français et russes, s’étant livrés une rude bataille.
Le 4 octobre, après quelques jours d’accalmie, l’armée russe est rassemblée aux abords de Glaris, Souvorov en profite pour convoquer un nouveau conseil de guerre.

## La retraite
Souvorov veut s'en tenir au plan initial et ainsi percer les positions françaises à Näfels, longer le lac de Walenstadt et marcher vers Weesen pour rejoindre les autres troupes autrichiennes en Suisse. Les officiers autrichiens soutiennent cette stratégie, convaincus que c'est le meilleur moyen d'atteindre Sargans et les entrepôts militaires qui s'y trouvent afin de réapprovisionner l'armée, désormais à bout de forces et manquant aussi bien de munitions que de ravitaillement. Mais les officiers russes ne sont pas de cette avis, convaincus que la meilleure marche à suivre est de continuer l’assaut face aux Français afin d’atteindre Schwanden, puis de marcher jusqu’au sud du Liechtenstein pour se mettre à l’abris. C’est finalement la proposition russe qui est acceptée après un vote. Opter pour une telle décision déplaît au vieux maréchal, marcher en terrain ennemi, à découvert des attaques françaises ne correspond pas à son tempérament. Il sait, de plus, que l’ensemble de ses hommes et des Autrichiens manquent d’équipements, de vivres et de munitions.

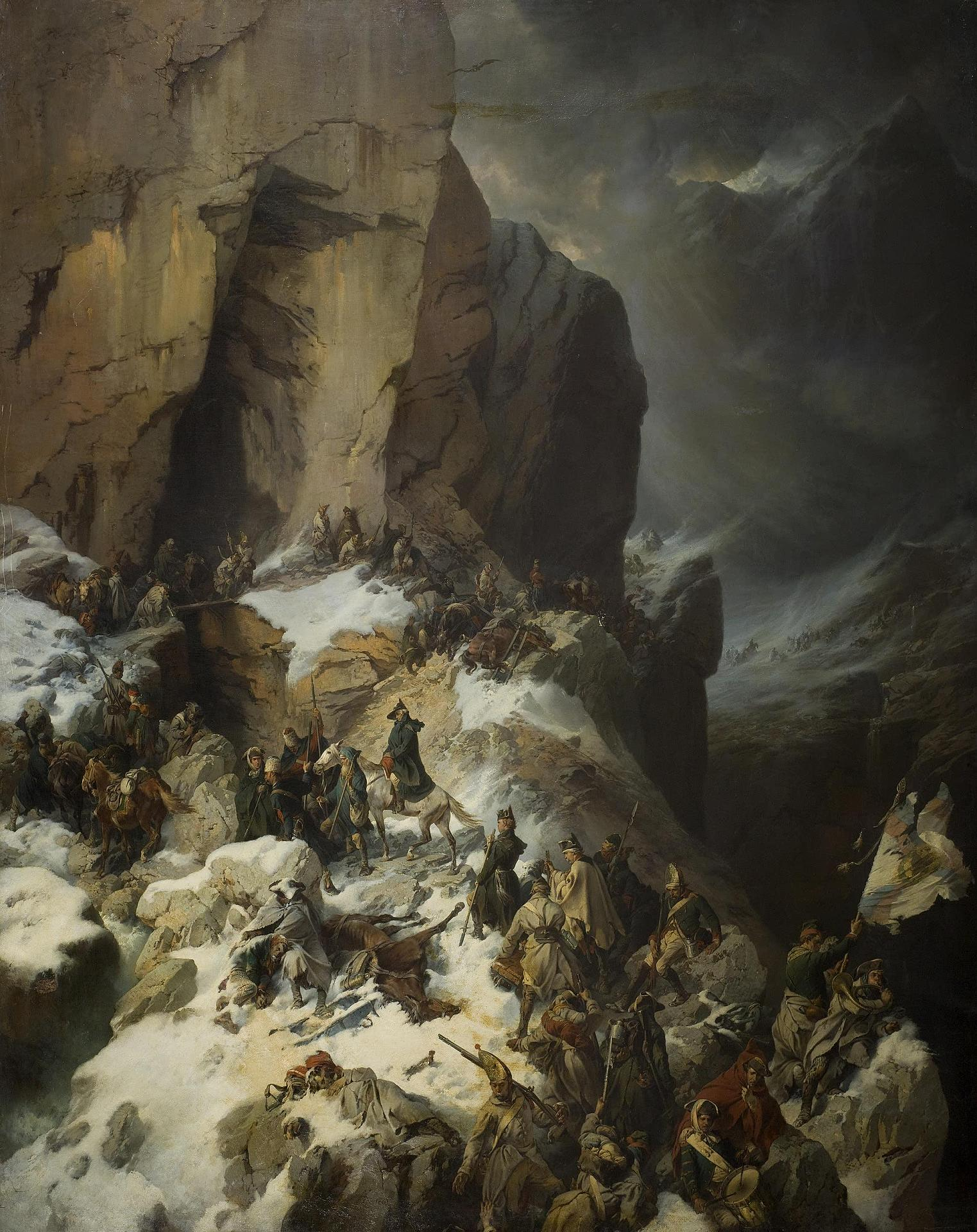
Souvorov franchissant le col du Panix, Alexander Kotzebue, 1860

### Le traversée du Panix
Dans la nuit du 5 octobre, sous la pluie verglaçante, la marche vers le col du Panix commence. Bagration et ses hommes forment cette fois l’arrière-garde de l’armée. Pour fuir au plus vite, Souvorov est contraint de laisser près de 1 300 hommes, malades ou blessés grièvement. Il adresse une lettre à Masséna pour le prier de prendre soin de ces troupes,. Le groupe marche dans de conditions déplorables, la Mère supérieure du couvent de Mutten où a passé la nuit Souvorov témoigne : 

« C'était pitoyable de voir comment ces gens étaient forcés de marcher si fort et pieds nus à travers le Pragel, sous une forte pluie mêlée de neige. Seul le général avait son cheval, tous les autres étaient laissés derrière »

Après avoir pris connaissance de la fuite russe, Masséna décide de tenter un nouvel encerclement. Il envoie Loison à Schwanden, Mortier à Glaris et Gazan à Sool. Au matin du 5 octobre, trois brigades républicaines engagent l’arrière-garde de Bagration. Soutenu par l’artillerie, les Français prennent rapidement l’avantage et contraignent les Russes à une dernière charge à la baïonnette. Cette héroïque charge permet à l’armée principale de gagner un peu d’avance sur ses assaillants, le rythme de marche est augmenté et près de 800 soldats ne peuvent tenir ce tempo, ils seront capturés par Masséna.

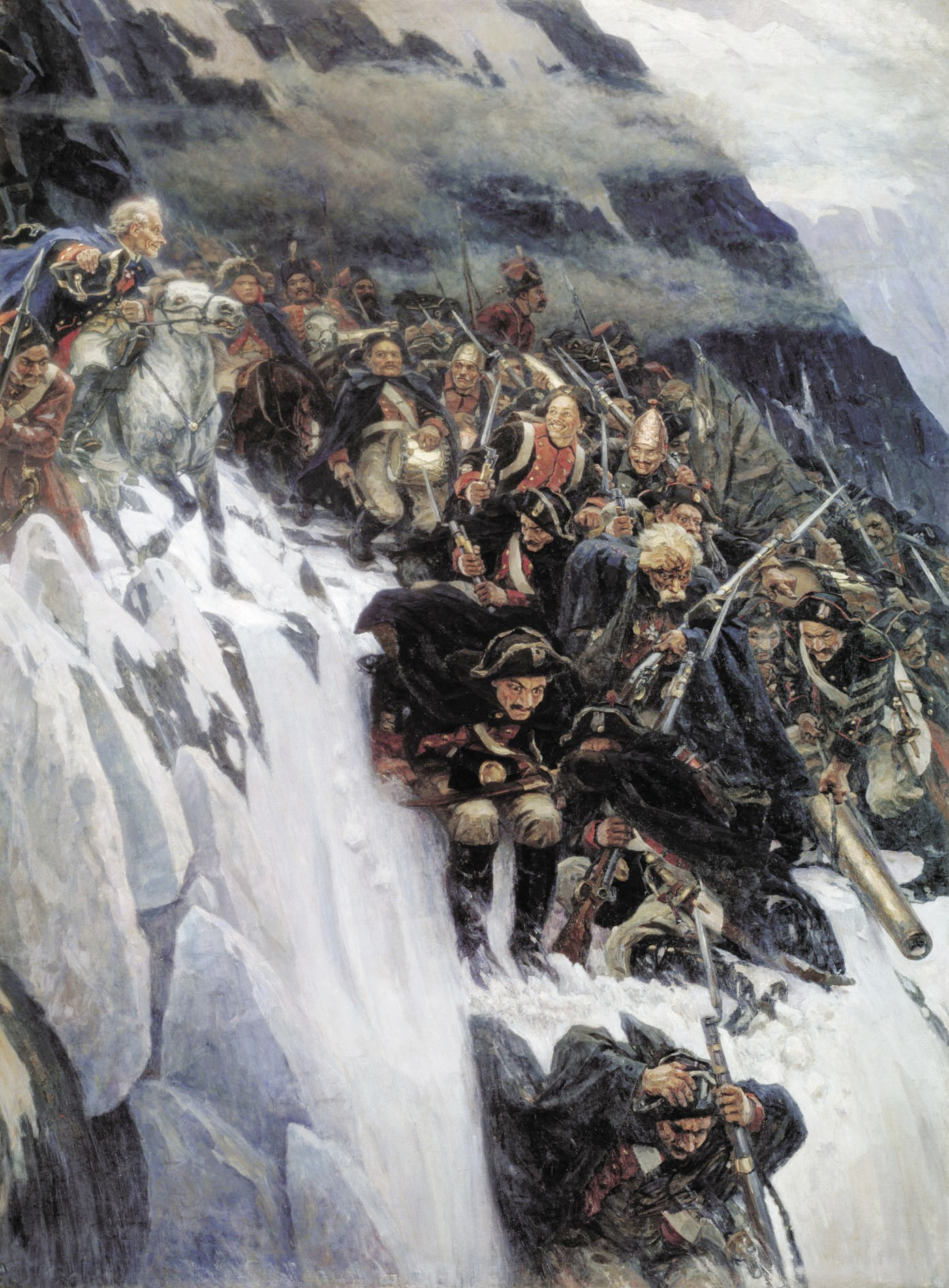
Souvorov guidant ses troupes lors de la retraite dans les Alpes, Vasilij Surikov, 1889

Le 6 octobre, les Russes entament l'ascension du col du Panix, haut de 2 407 mètres d'altitude. Ils délaissent toute leur artillerie et les chevaux trop faibles, les soldats n'étant pas en mesure de grimper sont également abandonnés. Cette ascension est épuisante et s'est déroulée sans interruption, même durant la nuit, et a été fatale à tous ceux, épuisés, malades ou blessés, n'étaient pas en mesure de se tenir debout sur les étroits sentiers du Panix. Les soldats abandonnent leurs sacs et leurs fusils durant l'ascension, et les plus faibles succombent de fatigue et de froid. Souvorov partage avec ses hommes toutes les difficultés de la marche. Pas assez vêtu pour ce froid, l'homme de 69 ans reste déterminé et encourage chaque homme à continuer la marche. Il monte, à pieds, jusqu'au sommet où il utilise tous le bois disponible pour allumer un feu et préparer du thé pour les troupes pour les réchauffer. Durant la descente, le capitaine Grjasew raconte : 

« Il était assis sur un cheval cosaque, et je l'ai vu essayer de se libérer des mains de deux cavaliers à ses côtés qui essayaient de le soutenir dans la marche et de conduire son cheval. Il n'arrêtait pas de dire « Je n'ai pas besoin de vous ». Il ne cessait de dire : « Laissez moi, laissez moi, il faut que j'aille tout seul ». »

### L'arrivée à Coire
Le 7 octobre, les Russes arrivent à Pigniu après avoir perdus plusieurs hommes dans une tempête de neige durant la nuit. Après une courte pause, ils entament la descente vers Ilanz et le répit. Le 10 octobre, Souvorov arrive à Coire avec 15 000 hommes dont un millier de prisonniers français, environ 4 000 autres soldats sont hors d'état de combattre. Il ne reste plus qu'une vingtaine de cosaques tandis que le reste des troupes sont rongés par la fièvre. La moitié des armes est perdue, l'autre rouillée ; les baïonnettes sont émoussées et les uniformes sont méconnaissables, en lambeaux, la plupart des chaussures sont troués et ne ressemble plus qu'à de vulgaires traîne-savates. L'armée se dirige ensuite vers Vaduz ; le lendemain, les Russes quittent, définitivement, le territoire suisse et mettent fin à la campagne.

## Conséquences
Le 22 octobre, le Tsar Paul se retire de la Deuxième coalition et rappelle Souvorov en Russie tandis que les survivants gagnent le camp russe de Bohême. Le maréchal accuse alors publiquement les Autrichiens de l'avoir trahi et avoir saboté la Campagne d'Helvétie, pourtant si bien commencé avec les victoires italiennes. Finalement, la France conserve le contrôle de la Suisse et perd un de ses ennemis les plus puissants, c'est donc un  très grand coup réalisé par Masséna, en l'absence de Bonaparte, toujours en Égypte.

### Pertes
Les registres russes laissés à Muotathal permettent de donner précisément la composition des forces de Souvorov au 30 septembre 1799 :
- 66 officiers d’état-major ;
- 493 officiers de troupe ;
- 1 172 sous-officiers ;
- 403 musiciens ;
- 16 583 fantassins dont 410 sont déclarés malades, 216 boitent et 21 sont en état d'arrestation[71].

En dix jours, l'armée russe a donc perdu environ 3 000 soldats. Mais leurs pertes ne s'arrêtent pas là, le froid et la fatigue tue plusieurs centaines d'hommes tandis que les malades sont faits prisonniers. Au total, sur les 27 000 hommes présents en septembre 1799, seulement 14 000 regagnent l'Autriche, sachant que plusieurs mourront par la suite de leurs blessures.
Côté Français, il est difficile de déterminer les pertes réelles mais il est certain que près de 1 400 soldats sont capturés par l'ennemi.

### Les raisons de la défaite russe
Paul Ier adresse une lettre à l'empereur François II où il présente les principales raisons de la défaite russe, il écrit ces mots : 

« Votre Majesté doit déjà connaître les conséquences de la sortie de Suisse de l'armée commandée par l'archiduc Charles, qui s'est faite en contradiction avec toutes les raisons pour lesquelles elle devait y rester jusqu'à ce que la jonction du feld-maréchal prince Italysky [Souvorov] avec le lieutenant-général Rimsky Korsakoff ait été réalisée. »

— Paul à François II, 22 octobre 1799

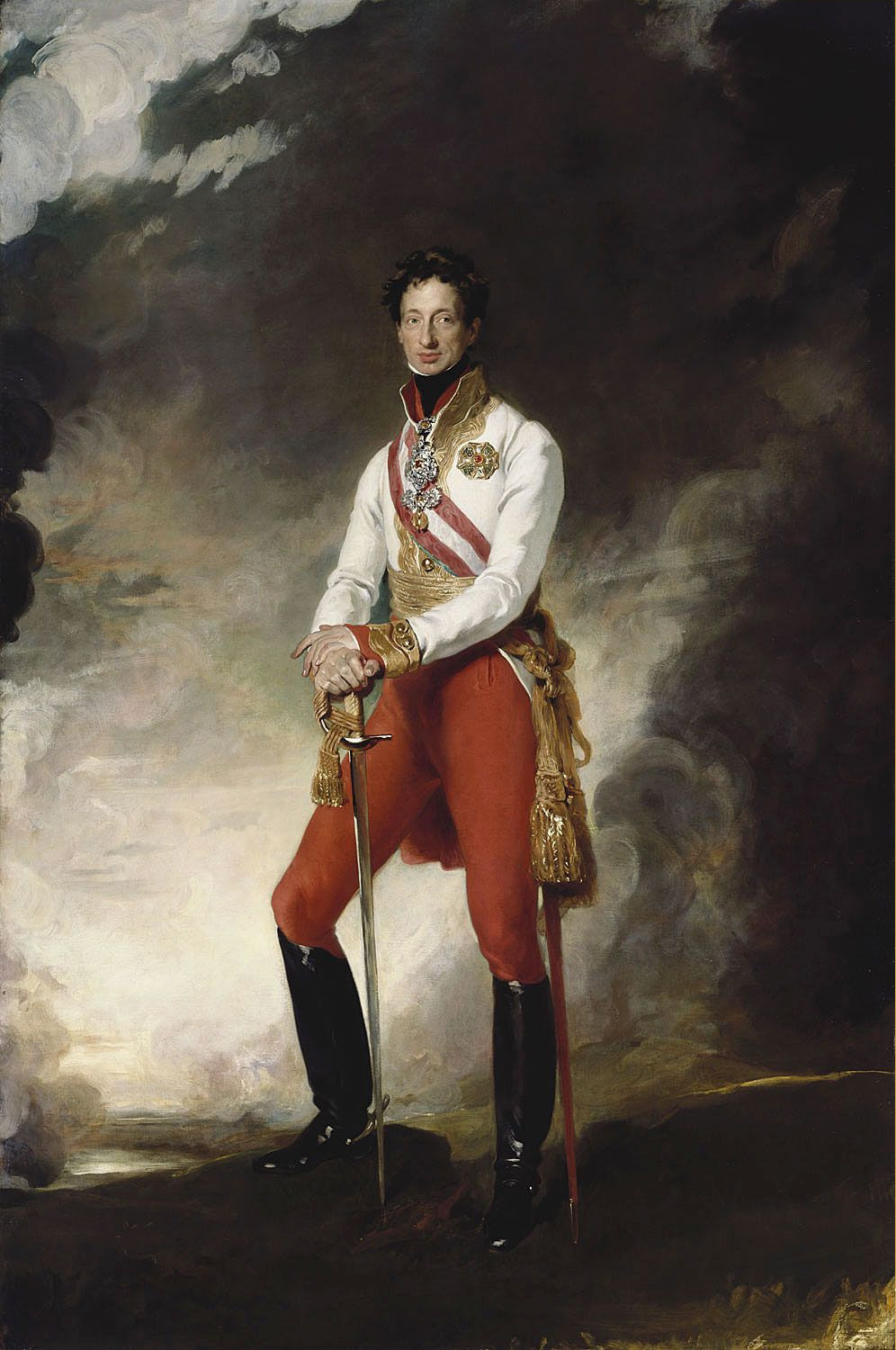
Portait de l’archiduc Charles, Thomas Lawrence, 1819

Et en effet, début août 1799, les hommes de l'archiduc Charles avaient reçu l'ordre de quitter immédiatement la Suisse, alors qu'ils étaient cantonnés à Kloten. Mais cette information ne parvient à Souvorov que bien trop tard, le persuadant qu'il faut poursuivre la campagne en Suisse, alors que l'archiduc avait déjà commencé à plier bagages. Souvorov espérait pouvoir coordonné ses mouvements avec ce dernier et il fut dévasté à l'annonce des « nouvelles désastreuses de la retraite de Suisse de l'archiduc Charles ». En Russie, il accuse une nouvelle fois Michael von Melas et l'Autriche d'avoir délibérément abandonné le ravitaillement de ses hommes pour mener à sa perte. Souvorov les estime « lâche » et parle de « trahison ».
L’archiduc Charles riposte face aux accusations de l’officier russe en estimant que :

« [Cette] campagne mal préparé, partant d'hypothèses incertaines et qui ne donnaient aucune garantie, même en cas de repli. »

— Archiduc Charles
Korsakov lui-même fait des reproches à son compatriote : 

« Les itinéraires quotidiens prévus pour les troupes du maréchal Souvorov sont de telle sorte que, même sans la moindre résistance ennemie, ils n'auraient pas atteint leur but. »

— Korsakov, Mémoires de Korsakov
Le témoignage défavorable de Korsakov à son souverain discrédite Souvorov auprès de la Cour, en le désignant seul responsable de la défaite en Suisse.
Bien qu’il soit clair que la campagne d’Helvétie a été fondée plus sur des calculs politiques que sur des évaluations militaires stratégiques, l’on peut reprocher à Souvorov d’avoir largement sous-estimé les difficultés que lui causeraient cette opération. Son tempérament impulsif et impétueux, malgré son âge, l’a conduit à réaliser une évaluation trop optimiste des forces ennemis, des conditions météorologiques et de la capacité de combat de ses hommes en montagne. Souvorov voulait coûte que coûte « vaincre les Français » et éviter toute retraite.
Le 20 septembre, Souvorov avait approuvé la proposition du général Hotze de se joindre à lui, en partant du Saint-Gothard par des marches forcées sur d'étroites routes de montagne le long de la vallée de la Reuss, pour contourner Masséna à partir de Schwytz et libérer Lucerne. Le succès de ce plan aurait certainement d'énormes conséquences sur la situation en Suisse, mais son aboutissement dépendait de la réussite simultanée de toute une série d'actions à mener en coordination. Il était par exemple nécessaire que l'offensive des troupes de Korsakov et de Hotze sur la Linth-Limmat ait lieu simultanément à l'arrivée de Souvorov à Schwytz. L'échec d'une seule des actions prévues auraient pu entraîner l'échec de toute l'opération. Et c’est ce qui se passa ; les Russes durent attendre quatre jours de plus avant de recevoir un ravitaillement insuffisant, la météo fut désavantageuse et la décision de Souvorov de marcher le long de la Reuss ne tint pas compte de la résistance des troupes françaises qui lui disputèrent chaque centimètre de territoire, le contraignant dans plusieurs batailles à des combats acharnés qui le ralentirent encore.
De plus, Masséna commanda magnifiquement ses hommes, épaulés par des officiers brillants. Toute d’abord en mettant en déroute les troupes de Karsakov et de Hotze, puis en harcelant Souvorov lors de sa marche. Masséna a réussi à restreindre les possibilités des forces russes, les contraignant à faire des actions précises et anticipables.

## Héritage
Malgré son échec flagrant en Suisse, Souvorov gagne un grand prestige dans son pays natal où il est comparé à Jules César, Hannibal ou encore Xénophon. Toujours en Russie, le Tsar fait ériger plusieurs monuments en son honneur devant la popularité qu’il détient aux yeux de la population. Également en Suisse où est construit un mémorial en son souvenir en 1899.
L’histoiren Carl von Clausewitz qualifia, a posteriori, que la retraite réussie de Souvorov relevait d’un « miracle ». Friedrich Engels écrivit dans son pamphlet, Po une Rhein,  que la traversée du Panix pendant la campagne « avait été la plus grande entreprise militaire jamais réalisée par ceux qui s'étaient engagés dans la traversée des cols alpins ». L’homme d’état Dmitri Milioutine écrira :

« L'échec de cette campagne a apporté aux troupes russes plus d'honneur que la plus brillante des victoires »